# Selección femenina de baloncesto sub-20 de Checoslovaquia
La selección femenina de baloncesto  sub-18 y sub-20 de Checoslovaquia fue el equipo de baloncesto femenino que representó a Checoslovaquia en las competiciones internacionales sub-18 y sub-20. Después de que el país se disolviera pacíficamente en 1993, el equipo fue reemplazado por equipos separados checos y eslovacos.